# Hans Eichenberger
Hans Eichenberger (* 2. Juli 1926 in Grosshöchstetten, Kanton Bern; † 6. Januar 2024 in Bremgarten bei Bern) war ein Schweizer Innenarchitekt und Designer. Seit den 1950er Jahren entstanden nach seinen Entwürfen Einrichtungen und Möbel in geradlinigem, modernem Stil. Seine Arbeiten sind in namhaften Museen ausgestellt.

## Leben
Nach einer Schreinerlehre und mehreren Volontariaten als Zeichner war Eichenberger 1950/51 in Paris bei dem Architecte d’intérieur Marcel Gascoin tätig und erhielt dort die entscheidenden Impulse für nachhaltiges Design sowie den Einblick in die Szene um Le Corbusier. 
Zurück in Bern, führte er bis 1953 seinen eigenen Laden «form» an der Gerechtigkeitsgasse in der Nachbarschaft seines Konkurrenten und späteren Freundes Teo Jakob. Mit Robert und Trix Haussmann, Kurt Thut, Teo Jakob und dem Grafiker und Fotografen Alfred Hablützel gründete er das «Swiss Design». 
In den 1950er Jahren begann seine Zusammenarbeit mit dem 1956 gegründeten Architekturbüro Atelier 5. Für deren im Bau befindliche Siedlung Halen bei Bern plante er das Bistro mit Laden. Sein Atelier hatte seit 1960 seinen Sitz in der Halensiedlung.
Eichenberger verstarb am 6. Januar 2024 im Alter von 97 Jahren in einem Altersheim in Bremgarten bei Bern.

## Werk
Eichenberger realisierte 1976–81 in Zusammenarbeit mit dem Atelier 5 für die Direktion der Schweizerischen Nationalbank verschiedene Sitzungsräume und Büros, 1979–81 für die Spar- und Leihkasse die Schalterhalle sowie Einrichtungen für Geschäftshäuser und Restaurants. 1982–83 entstand die Cafeteria als Erweiterung im Kunstmuseum Bern. 
Schweizweit bekannt wurden seine SBB-Waggons mit den in blau-rotem Stoff bezogenen Sitzen. Zusammen mit Gertsch und Head entwickelte er 1966–80 Ski-Sicherheitsbindungen. Er entwarf über 50 Sitzmöbel, Kommoden (schweizerisch: Schubladenstöcke), Tische und sonstige Einrichtungsgegenstände – zum Beispiel den «Saffa-Stuhl» 1955 für Dietiker, den «EXPO-Sessel» 1964 und die «HE-Reihe» 1978. Zu seinen Kunden gehörten unter anderem Röthlisberger, Strässle, Wogg, De Sede und Dietiker. Entgegen seiner Herkunft aus dem Schreinergewerbe bestehen seine Kreationen überwiegend aus Metall, Leder und Kunststoffen – so auch einer seiner Klassiker, die «Litfass-Säule» für Wogg.
Eichenbergers Entwürfe sind in diversen Sammlungen vertreten, unter anderem im MoMA New York, im Vitra Design Museum in Weil am Rhein und im Museum für Gestaltung Zürich.
Er war Mitglied des Schweizerischen Werkbunds (SWB).

## Auszeichnungen
- 2007: Design Preis der Bernischen Stiftung für angewandte Kunst und Gestaltung[4]
- 2016: Schweizer Grand Prix Design (Würdigung der Schweizer Eidgenossenschaft für Eichenbergers wegweisende Rolle in der Schweizer Geschichte des Möbeldesigns und der Innenarchitektur des 20. Jahrhunderts)[5]